# La grande invasione
La grande invasione è un festival letterario che si tiene annualmente ad Ivrea e che è dedicato al tema della lettura. La città di Ivrea si trasforma in un laboratorio di lettura a cielo aperto, con percorsi che attraverso concerti, spettacoli, mostre, dialoghi, presentazioni, si sviluppano e intrecciano per le strade, le piazze, i locali e i teatri della città. Una sezione particolare è dedicata ai lettori più piccoli con La piccola invasione.

## Storia
La manifestazione, nata nel 2013 e giunta alla decima edizione, è organizzata da Marco Cassini, fondatore della casa editrice minimum fax e delle edizioni SUR, e Gianmario Pilo, della Galleria del Libro, storica libreria eporediese. La piccola invasione è curata da Lucia Panzieri e Silvia Trabalza.
Al Salone internazionale del libro il Festival partecipa e coordina il progetto Superfestival, progetto nato nel 2017 che riunisce 81 festival culturali italiani, in rappresentanza di diciannove regioni. 

### Edizioni
- 2013: 20-23 giugno

La prima edizione ha avuto tra gli ospiti: Alessandro Baronciani, Alessio Torino, Antonio Ferrara, Antonio Pascale, Christian Raimo, Dario Brunori, Dente, Diego De Silva, Dimartino, Domenico Starnone, Ernesto Ferrero, Fabio Stassi, Fabrizio Gifuni, Francesco Corni, Giorgio Vasta, Giuseppe Battiston, Giuseppe Genna, Guido Quarzo, Ilide Carmignani, Isabella Ragonese, Licia Maglietta, Luca Raffaelli, Martina Testa, Miguel Tanco, Nicola Lagioia, Nicolò Carnesi, Paolo Cognetti, Tomaso Montanari, Tommaso Pincio.
- 2014: 30 maggio - 2 giugno

La seconda edizione ha avuto tra gli ospiti: Alessio Torino, Annalisa Strada, Chiara Carminati, Christian Raimo, Davide Toffolo, Elena Stancanelli, Emanuela Bussolati, Emanuele Bevilacqua, Fabio Geda, Fabrizio Gifuni, Francesco Piccolo, Gipi, Giulio D'Antona, Ilide Carmignani, John Niven, Le luci della centrale elettrica, Luca Raffaelli, Luca Scarlini, Marco Rossari, Martina Testa, Matteo B. Bianchi, Matteo Colombo, Mauro Corona, Michele Ferri, Milena Vukotic, Nicola Lagioia, Paolo Cognetti, Riccardo Falcinelli, Rossella Bernascone, Sandra Petrignani, Tito Faraci, Tomaso Montanari, Walter Siti.
- 2015: 30 maggio - 2 giugno

La terza edizione ha avuto tra gli ospiti: Alessandro Baronciani, Alessio Torino, Antonietta Manca, Appino, Björn Larsson, Bobo Rondelli, Bruno Tognolini, Colapesce, Cristiana Cerretti, Daria Bignardi, Dario Cassini, Fabio Geda, Francesco Piccolo, Gianni Mura, Giorgio Vasta, Ilide Carmignani, Luca Raffaelli, Luca Ricci, Luca Scarlini, Luca Sofri, Maria Nicola, Massimo Zamboni, Matteo Nucci, Mr. Savethewall, Neri Marcorè, Niccolò Fabi, Nickolas Butler, Ottavia Piccolo, Stefano Ricci, Susanna Mattiangeli, Teresa De Sio, Tito Faraci, Valerio Corzani, Vincenzo Costantino Cinaski.
- 2016: 2-5 giugno

La quarta edizioneha avuto tra gli ospiti: Alan Pauls, Alessandro Leogrande, Alessio Torino, Andre Dubus III, Andrea Valente, Anna Bonaiuto, Antonio Manzini, Calcutta, Catherine Lacey, Chiara Valerio, Concita De Gregorio, Dario Brunori, Dario Cassini, Edoardo Nesi, Elena Stancanelli, Etgar Keret, Fabio Geda, Francesco Piccolo, Gabriele Romagnoli, Gek Tessaro, Gian Luca Favetto, Giulio D'Antona, Goffredo Fofi, I Cani, Igiaba Scego, Jenny Offill, Jón Kalman Stefánsson, Luca Scarlini, Marco Rossari, Massimo Zamboni, Matteo Pericoli, Michela Murgia, Niccolò Ammaniti, Paolo Cognetti, Pino Pace, Rébecca Dautremer, Tito Faraci, Tommaso Percivale, Valerio Corzani, Vasco Brondi, Vinicio Marchioni.
- 2017: 1-4 giugno

La quinta edizione ha avuto tra gli ospiti: Alberto Rollo, Alessandro Perissinotto, Alessio Torino, Alexandra Kleeman, Ali Smith, Andrea Valente, Angelo Petrosino, Annie Ernaux, Antongionata Ferrari, Calcutta, Carola Susani, Caterina Ramonda, Cosmo, Cristiano Cavina, Diego De Silva, Domenico Starnone, Donatella Di Pietrantonio, Duccio Demetrio, Elena Varvello, Elisa Albert, Emanuela Bussolati, Emiliano Poddi, Emilio Villa, Ernesto Ferrero, Fabio Geda, Fabio Genovesi, Francesca Chessa, Francesco Cafiso, Fredrik Sjöberg, Fritz da Cat, Ghemon, Gianumberto Accinelli, Giorgio Fontana, Giovanni Sala, Giulio D'Antona, Giusi Quarenghi, Gomma, Ilaria Macchia, Irene Biemmi, Jace Clayton, Jacopo Cirillo, Jacopo Iacoboni, Joey Guidone, Keira Rathbone, Laia Jufresa, Lorenzo Mattotti, Luca Ricci, Luca Scarlini, Luciano Canfora, Marcello Fois, Marco Missiroli, Marco Rossari, Mario Desiati, Martina Testa, Matteo Nucci, Nada, Nadia Terranova, Neri Marcorè, Nicola Lagioia, Nicola Ravera Rafele, Oscar Giannino, Paolo Cognetti, Rossella Milone, Saturnino, Sonia Bergamasco, Tommaso Paradiso, Valeria Parrella, Valerio Corzani, Vinicio Marchioni.
- 2018: 1-3 giugno

La sesta edizione ha avuto tra gli ospiti: Alessio Torino, Alice Keller, Andrea Cisi, Andrea Esposito, Andrea Marcolongo, Andrea Pomella, Angelo Petrosino, Ben Greenman, Bruno Tognolini, Carlo Carabba, Cecilia D'Elia, Christian Rocca, Concita De Gregorio, Daniel Galera, Elena Varvello, Fabio Geda, Fabio Stassi, Farian Sabahi, Federica Fracassi, Francesco Franchi, Francesco Pacifico, Franco Cardini, Gianni Mura, Giordano Meacci, Giorgio Vasta, Giulio D'Antona, GUD, Guillermo Abril, Igort, Ilaria Bernardini, Jacopo Iacoboni, José Muñoz, Kader Abdolah, Lelio Bonaccorso, Luca Scarlini, Luca Sofri, Marco Rizzo, Marco Rossari, Maria Antonietta, Martina Testa, Matteo Nucci, Maurizio Maggiani, Melania Mazzucco, Nadia Terranova, Nadja Spiegelman, Paolo Giordano, Peter Kuper, Pino Pace, Roberto Recchioni, Rossella Milone, Saverio Raimondo, Shaun Bythell, Silvia Bencivelli, Silvia Vecchini, Sualzo, Susanna Mattiangeli, Tito Faraci, Valentina Lodovini, Valerio Corzani, Walter Siti, Zita Dazzi.
- 2019: 31 maggio, 1-2 giugno

La settima edizione ha avuto tra gli ospiti: Alessio Torino, Andrea Antinori, Andrea Staid, Antonio Scurati, Any Other, Benedetta Cibrario, Björn Larsson, Chiara Carminati, Claudia Durastanti, Concita De Gregorio, Cristina Marconi, Daniele Aristarco, Dario Cassini, Darko Labor, Darwin Pastorin, Edoardo Albinati, Eleonora Marangoni, Ferruccio de Bortoli, Francesco Targhetta, Franco Lorenzoni, Frankie hi-nrg mc, Gian Luca Favetto, Gianni Mura, Jacopo Iacoboni, Laura Barella, Luca Scarlini, Luigi Mascheroni, Manuela Filippa, Marco Missiroli, Marina Mander, Massimiliano Tappari, Matteo B. Bianchi, Matteo Nucci, Mauro Berruto, Mauro Covacich, Nadia Kuprina, Nadia Terranova, Neri Marcorè, Olivier Guez, Paola Cereda, Pier Paolo Giannubilo, Sara Marconi, Silvia Bencivelli, Silvia Bonanni, Simone Frasca, Valerio Aiolli.
- 2020: 28-30 agosto

L'ottava edizione ha avuto tra gli ospiti: Andrea Cavaletto, Andrea Fontana, Andrea Staid, Anne Griffin, Chiara Alessi, Claudia Durastanti, Claudia Petrazzi, Damiano Giambelli, Daniela Carucci, Daniele Aristarco, Darwin Pastorin, Domenico Dara, Emiliano Ponzi, Enaiatollah Akbari, Fabio Geda, Francesco Costa, Fumettibrutti, Gian Luca Favetto, Giufà Galati, Joey Guidone, Laura Barella, Livia Massaccesi, Loretta Napoleoni, Luca Scarlini, Manuel Vilas, Maurizio Blatto, Monica Morini, Motta, Nadia Terranova, Nicola Cinquetti, Nicola Magrin, Silvia Bencivelli, Simonetta Sciandivasci, Teresa Ciabatti, Thomas Girst, Tibor Fischer, Tishani Doshi, Tito Faraci, Tommaso Ragno, Ultimo Uomo, Valeria Parrella.
- 2021: 27-30 maggio

La nona edizione ha avuto tra gli ospiti: 
Adele Rovereto, Alberto Nerazzini, Alessandro Robecchi, Amir Issaa, Andrea Gessner, Andrea Serio, Andrea Staid, Andrea Vico, Anna Toscano, Antonella Lattanzi, Cecilia Sala, Chiara Alessi, Chiara Foà, Chiara Lalli, Christian Greco, Claudio Marinaccio, Daniela Collu, Daniele Cassandro, Daniele Manusia, Davide Bonazzi, Davide Morosinotto, Elisa Seitzinger, Elisa Talentino, Emanuela Fanelli, Emiliano Sbaraglia, Fabio Geda, Fabio Sardo, Fabrizio Gabrielli, Francesco Bianconi, Francesco Costa, GUD, Gian Luca Favetto, Gianni Montieri, Giovanna Pancheri, Guia Risari, Kento, Laura Curino, Loredana Baldinucci, Luca Scarlini, Luca Sofri, Malika Ayane, Marco Cazzato, Margherita Oggero, Mario Calabresi, Marta Barone, Marta Ciccolari Micaldi, Martino Gozzi, Matteo B. Bianchi, Matteo De Longis, Matteo Nucci, Matteo Saudino, Maurizio Blatto, Mia Canestrini, Milena Agus, Neri Marcorè, Nicola Muscas, Patricio Pron, Petunia Ollister, Pietro Biancardi, Pino Pace, Riccardo Gazzaniga, Riccardo Guasco, Roberto Piumini, Silvia Bencivelli, Simonetta Sciandivasci, Sofia Gallo, Valerio Corzani, Vittoria Facchini
- 2022: 2-5 giugno

La decima edizione ha avuto tra gli ospiti: 
Alessandra Racca, Andrea Pomella, Andrea Staid, Angelo D'Orsi, Anna Toscano, Annalisa Camilli, Annamaria Gozzi, Antonio Sellerio, Bae Myung-hoon, Brian Freschi, Bruno Tognolini, Carlo Marconi, Chiara Alessi, Chiara Lee, Chiara Tagliaferri, Corrado Fortuna, Cosmo, Daniela Carucci , Daniele Aristarco, Daniele Cassandro, Daniele Manusia, Daria Bignardi, Dario Panzeri, Dario Saltari, Elena Triolo, Elisa Talentino, Emanuele Rosso, Fabio Geda, Fabio Stassi, Fernanda Trías, Filippo Femia, Francesca Bellino, Francesco Casolo, Francesco Costa, Francesco Targhetta, Franco Lorenzoni, Freddie Murphy, Gek Tessaro, Giancarlo De Cataldo, Gianni Montieri, Giordano Meacci, Giorgio Fontana, Giusi Marchetta, Guido Scarabottolo, Ilaria Gaspari, Ilaria Urbinati, Irene Graziosi, Jonathan Bazzi, Letizia Iannaccone, Loredana Lipperini, Lorenzo Marini, Lorenzo Pregliasco, Luca Beatrice, Luca Scarlini, Luca Sofri, Luca Tortolini, Maja Celija, Marco Magnone, Marco Peano, Marta Ciccolari Micaldi, Massimo Popolizio, Matteo B. Bianchi, Matteo Nucci, Matteo Saudino, Mattia Barro AKA Splendore, Michela Giraud, Michele Masneri, Monica Morini, Nadia Terranova, Nello Scavo, Neri Marcorè , Nicola Lagioia, Noemi Vola, Pajtim Statovci, Pax Paloscia, Petunia Ollister, Roberto Saviano, Sara Marconi , Serenella Sciortino, Silvia Ballestra, Silvia Bencivelli, Simonetta Sciandivasci, Stefania Auci, Valeria Parrella, Valerio Mattioli, Vanessa Roghi, Vanna Vinci, Vincenzo Latronico, Willie Peyote